# Philippe Pollart de Canivris
Philippe Albert Antoine Joseph Pollart de Canivris (Leuven, 17 februari 1765 - Brussel, 5 september 1828) was een Zuid-Nederlands edelman.

## Geschiedenis
De eerst bekende Pollart, in Ormeignies bij Aat, was Henri Pollart (†1616), die er landbouwer was en burgemeester van de gemeente.
- In 1696 werd Jacques Pollart (†1723), heer van Herimez, door koning Karel II van Spanje in de erfelijke adel verheven. Hij was algemeen ontvanger van Henegouwen en bleef, toen de Franse troepen de streek binnenvielen, de zijde van de Oostenrijkse Habsburgers verkiezen. Hij trouwde achtereenvolgens met Marie-Jacqueline Le Brun en met Anne-Françoise Buisseret.
- Uit het tweede huwelijk had hij Charles-Philippe Pollart (1683-1753), die trouwde met Marie-Angélique Pannecoucque. Ze kregen zes kinderen, onder wie Charles-François.
- In 1719 werd François Pollart, lid van een jongere tak, door keizer Karel VI in de adel verheven.

## Levensloop
Philippe Albert Antoine Joseph Pollart de Canivris was een zoon van Charles-François Pollart (* 1734), heer van Canivris, en van Marie-Claire Schotte (1737-1803), dochter van Charles Schotte, burgemeester van Leuven.
Hij was vanaf 1816 lid van de Provinciale Staten van Zuid-Brabant en van 1800 tot 1808 adjoint au maire van Brussel. Hij was nadien ook nog gemeenteraadslid in deze stad. In 1822 werd hij, onder het Verenigd Koninkrijk der Nederlanden, in de erfelijke adel erkend. Hij trouwde met Marie-Jeanne d'Onyn (1762-1829).
Hij was natuuronderzoeker en in 1804 en 1811 maakte hij zijn bevindingen over de vegetatie in Zuid-Nederland bekend. Hij was ook bibliothecaris van de in 1803 gestichte Brusselse Société de médecine, chirurgie et pharmacie en was lid van verschillende geleerde genootschappen, onder meer van de Commission pour l'agriculture en van de Parijse Société linnéenne, waar hij af en toe mededelingen aan deed over zijn bevindingen betreffende onder meer de maturiteit van de oogsten in Zuid-Brabant of ook nog het komen en het vallen van de bladeren. Bij de expositie in 1825 georganiseerd door de Société de Flore kreeg hij een eervolle vermelding voor zijn 'Cytisus purpureus' of 'purperen brem'. Hij woonde in Brussel op het Leuvense Plein.
Hun enige dochter, Flore Pollart (1803-1849), trouwde met baron Louis de Broich (1790-1883), zoon van Charles de Broich. Hij was officier in de legers van Napoleon I en van het Verenigd Koninkrijk der Nederlanden, en pauselijk graaf.
Bij de dood van Philippe Pollart, die op het kerkhof van Sint-Joost-ten-Node begraven werd, doofde deze familie in 1828 uit, terwijl zijn dochter als laatste naamdraagster in 1849 verdween.

## Angélique de Rouillé

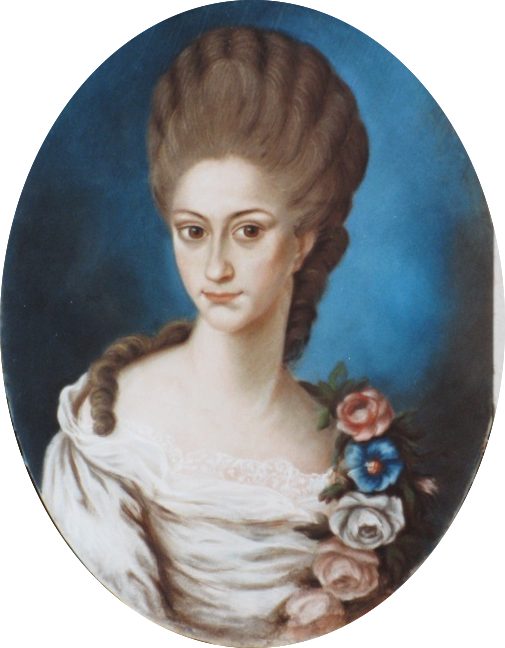
Angélique de Rouillé

Charles-Philippe Pollart-Pannecoucque had een oudere zoon, Ferdinand Francois Pollart (* 1726), broer van Charles-François Pollart. Hij trouwde met Marie-Antoinette de Pestre (1731-1827). Ze hadden een enige dochter, Angélique Pollart (1756-1840), die erfgename werd van het familiekasteel in Ormeignies. Deze rechtstreekse nicht van Philippe Pollart de Canivris, trouwde met de Franse edelman Louis de Rouillé (1739-1814). Onder de naam Angélique de Rouillé werd ze een bekende briefschrijfster, vaak de 'Belgische Madame de Sévigné' genoemd. Hoewel haar echtgenoot een libertijns leven leidde in Parijs, terwijl zij in Ormeignies bleef wonen, kreeg het echtpaar zes kinderen, vruchten van de episodische bezoeken van de echtgenoot.
Een van hen was Edouard de Rouillé (1786-1865), die lid werd van het Nationaal Congres. Zijn enige zoon, Adhémar de Rouillé (1821-1895), werd Belgisch ambassadeur en die zijn zoon Edouard Jean de Rouillé (1865-1937) was vele jaren katholiek volksvertegenwoordiger.

## Noord-Nederland
Er bestond tevens een Noord-Nederlandse familie De Pollart, waarvan de eventuele verwantschap met Pollart de Canivris niet duidelijk is. De Noord- en de Zuid-Nederlandse de Pollarts hebben een verschillend wapenschild. Jean-Antoine de Pollart werd in 1816 in de adel erkend en in de Ridderschap van Limburg benoemd.